# Talačyn
Talačyn (in bielorusso Талачы́н?) è un comune della Bielorussia, situato nella regione di Vicebsk.